# Сивес, Джейми
Джейми Сивес (англ. Jamie Sives; род. 1973 в Лохенде, Эдинбурге) — шотландский актёр.
Сивес учился в Литской Академии и работал такелажником, почтальоном и клубным швейцаром в Эдинбурге, прежде чем стать актёром. В настоящее время, он исполняет роль Якова III, короля Шотландии, в производстве «Король Яков III» в Национальном театре Шотландии.

## Частичная фильмография
| Год  | Название                       | Ориг. название               | Роль                            | Примечания |
| ---- | ------------------------------ | ---------------------------- | ------------------------------- | --- |
| 2021 | Преступление                   | Crime                        | детектив-инспектор Даги Гиллман | телесериал 6 эпизодов |
| 2019 | Чернобыль                      | Chernobyl                    | Анатолий Ситников               | мини-сериал |
| 2018 | Дикая Роза                     | Wild Rose                    | Сэм                             | |
| 2015 | В сердце моря                  | In the Heart of the Sea      | Айзек Коул                      | |
| 2013 | Гонка                          | Rush                         | механик BRM                     | |
| 2012 | Государственная тайна          | Secret State                 | Ли Фоулдс                       | мини-сериал |
| 2011 | Игра престолов                 | Game of Thrones              | Джори Кассель                   | телесериал 5 эпизодов |
| 2011 | Новые трюки                    | New Tricks                   | Слэйтер                         | |
| 2011 | Изгои                          | Outcasts                     | Леон                            | телесериал, 1 эпизод |
| 2011 | Один день                      | One Day                      | мистер Годалминг                | |
| 2010 | Битва титанов                  | Clash of the Titans          | капитан                         | |
| 2009 | Валгалла: Сага о викинге       | Valhalla Rising              | Горм                            | |
| 2009 | Сортировка                     | Triage                       | Дэвид                           | |
| 2008 | Воскрешая мёртвых              | Waking the Dead              | капрал Роберт Ломакс            | телесериал, эпизод «Долг и честь» |
| 2006 | Доктор Кто                     | Doctor Who                   | капитан Рейнольдс               | телесериал эпизод: «Клык и коготь» |
| 2006 | Любовь и другие катастрофы     | Love and Other Disasters     | Финли Макмиллиан                | |
| 2002 | Уилбур хочет покончить с собой | Wilbur Wants to Kill Himself | Уилбур                          | Международный кинофестиваль в Вальядолиде: Лучший актёр Номинация — Премия британского независимого кино за самого многообещающего новичка Номинация — Премия Европейской киноакадемии: Приз зрительских симпатий за лучшего актёра |
| 2001 | Костолом                       | Mean Machine                 | Чив                             | |
| 2000 | Таггерт                        | Taggart                      | DC Элви Бьюкенен                | телесериал — эпизод «Призрачный гонщик» |